# Człuchów
Człuchów [ˈʧwuxuf] (deutsch Schlochau; kaschubisch Człëchòwò) ist eine Stadt in der polnischen Woiwodschaft Pommern. Sie ist Kreisstadt des Powiat Człuchowski (Schlochauer Kreis) und außerdem Sitz einer Landgemeinde.

## Geographische Lage
Die Stadt liegt in der historischen Landschaft Westpreußen, 15 Kilometer westsüdwestlich von Konitz (Chojnice) in waldreicher Umgebung. Im Osten reihen sich drei Seen mit dem deutschen Namen Amtssee aneinander. 
|  |

## Geschichte

Schlochau westlich von Marienwerder und westsüdwestlich von Konitz auf einer Landkarte von 1908.

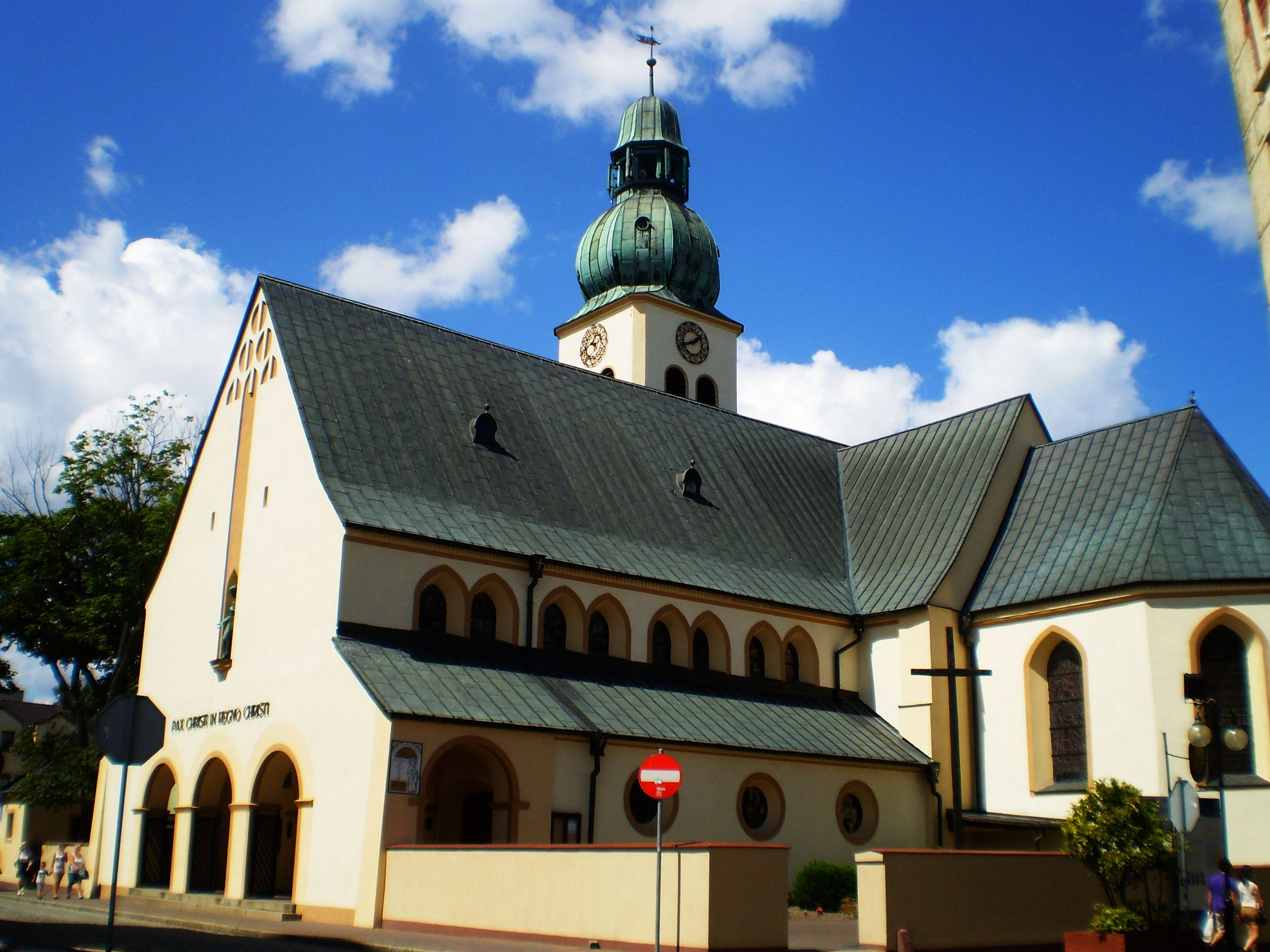
Stadtkirche

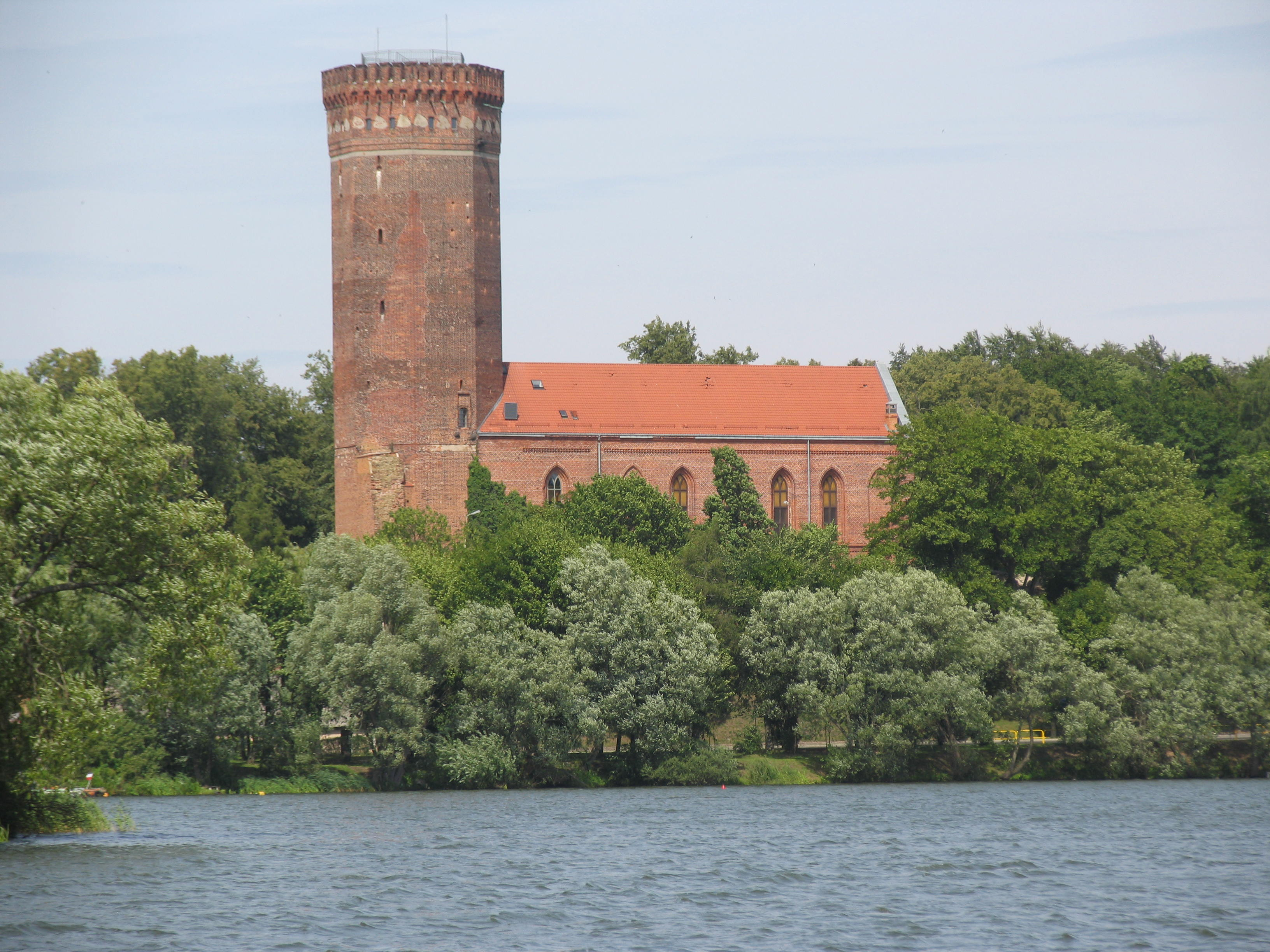
Burg Schlochau

Bereits zum Anfang des 13. Jahrhunderts bestand Schlochau als pomoranische Siedlung im polnischen Herrschaftsbereich, günstig am Kreuzungspunkt zweier alter Handelswege gelegen. 1312 erwarb der Deutsche Orden Schlochau von Nikolaus von Poniec, einem Sohn des Kalischer Woiwoden, für 250 Silbermark. Der Orden errichtete auf dem östlich des Ortes gelegenen Schlossberg die Burg Schlochau, die 1367 fertiggestellt war. Die gesamte Anlage umfasste drei Vorburgen und das Schlossgebäude. Bereits ab 1323 wurde die Burg als Komturei des Ordens genutzt. Die Burgsiedlung hatte sich inzwischen so weit entwickelt, dass ihr 1348 der Hochmeister des Ordens, Heinrich Dusemer, das Kulmer Stadtrecht verleihen konnte. 
Nachdem der Orden den Dreizehnjährigen Krieg gegen den sezessionistischen Preußischen Bund verloren hatte, kam Schlochau durch den Zweiten Thorner Frieden 1466 dem Wunsch der Sezessionisten gemäß zum autonomen Polnisch-Preußen. Schlochau gehörte dann zur Woiwodschaft Pommerellen. Das hatte unter anderem den Zuzug vieler Juden zur Folge, so dass sich im Norden ein geschlossenes Judenviertel entwickelte.
Als 1550 hier die Reformation eingeführt wurde, war Schlochau ganz von Deutschen bewohnt, die zwei Kirchen hatten. Anlässlich der Errichtung der Union von Lublin auf dem Lubliner Sejm kündigte König Sigismund II. August am 16. März 1569 die Autonomie Polnisch-Preußens unter Androhung herber Strafen einseitig auf. Aufgrund dieses Staatsstreichs wurde die Oberhoheit des polnischen Königs in diesem Teil des ehemaligen Gebiets des Deutschen Ordens von 1569 bis 1772 als Fremdherrschaft empfunden.
Im Rahmen der vom polnischen Staat zum Schutze seines Einflusses betriebenen Gegenreformation musste 1609 die Stadtkirche den Katholiken übergeben werden. Am Ende des 16. Jahrhunderts standen in Schlochau 45 Häuser. Im Schwedisch-Polnischen Krieg (1655–1657) nahmen die Schweden die als unbezwingbar geltende Burg ein und richteten in der Stadt schwere Zerstörungen an.
Durch die Erste Teilung Polen-Litauens 1772 wurde das westliche Preußen mit Schlochau unter Friedrich II. von Preußen mit dem östlichen Teil des Königreichs Preußen in dem Maße wiedervereinigt, wie diese Teile zur Zeit des Deutschordensstaats miteinander verbunden gewesen waren. Zwei Stadtbrände in den Jahren 1786 und 1793 vernichteten zahlreiche Häuser. Der Wiederaufbau der Stadt wurde durch König Friedrich Wilhelm II. in der Weise gefördert, dass er die Verwendung von Abbruchmaterial aus der Burg erlaubte. Von dem Baumaterial wurden die bei der Stadt gelegenen Amtsgebäude des Königlichen Domänenamts errichtet. Daraufhin blieb von der Burg nur noch der Bergfried erhalten. 
Nach der 1818 erfolgten Reorganisation der preußischen Kreisverwaltung wurde Schlochau Kreisstadt des Kreises Schlochau im Regierungsbezirk Marienwerder der Provinz Westpreußen. Für die evangelische Kirchengemeinde wurde in den Jahren 1826 bis 1828 im Bereich der alten Ordensburg nach einem Entwurf Karl Friedrich Schinkels ein eigenes Gotteshaus errichtet, das den alten Bergfried als Kirchturm einschloss. Diese Kirche wurde Dienstsitz eines Superintendenten, dessen Diözese (Kirchenkreis), eine Untergliederung der altpreußischen Kirchenprovinz Westpreußen war.
Von großer wirtschaftlicher Bedeutung waren 1838 die Fertigstellung des durch Schlochau führenden Abschnitts der Straße von Berlin nach Königsberg und der 1878 erfolgte Anschluss an die Bahnlinie Neustettin–Konitz. Am östlich gelegenen Bahnhof siedelten sich daraufhin mehrere Gewerbebetriebe an. Bereits 1844 hatte Schlochaus Hauptstraße eine Straßenbeleuchtung erhalten, 1865 nahm das Stadtkrankenhaus seinen Betrieb auf und 1871 wurde die Kreissparkasse eröffnet.

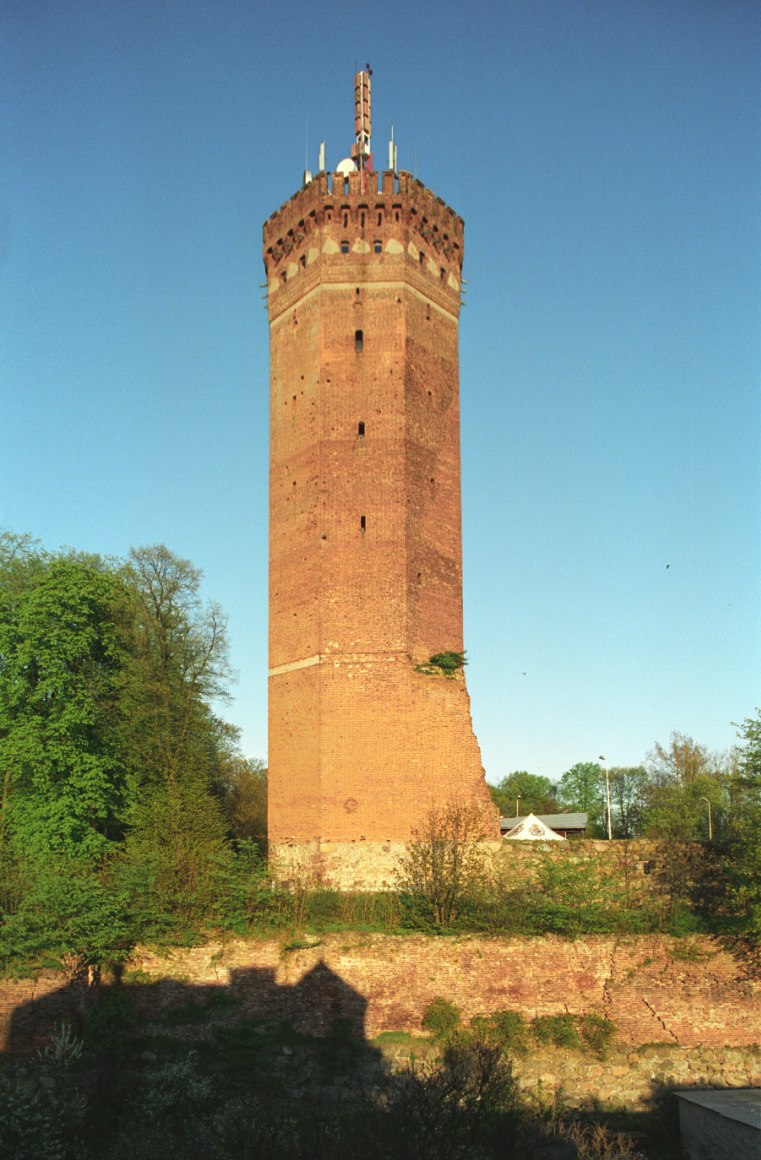
Burgturm aus dem 14. Jahrhundert

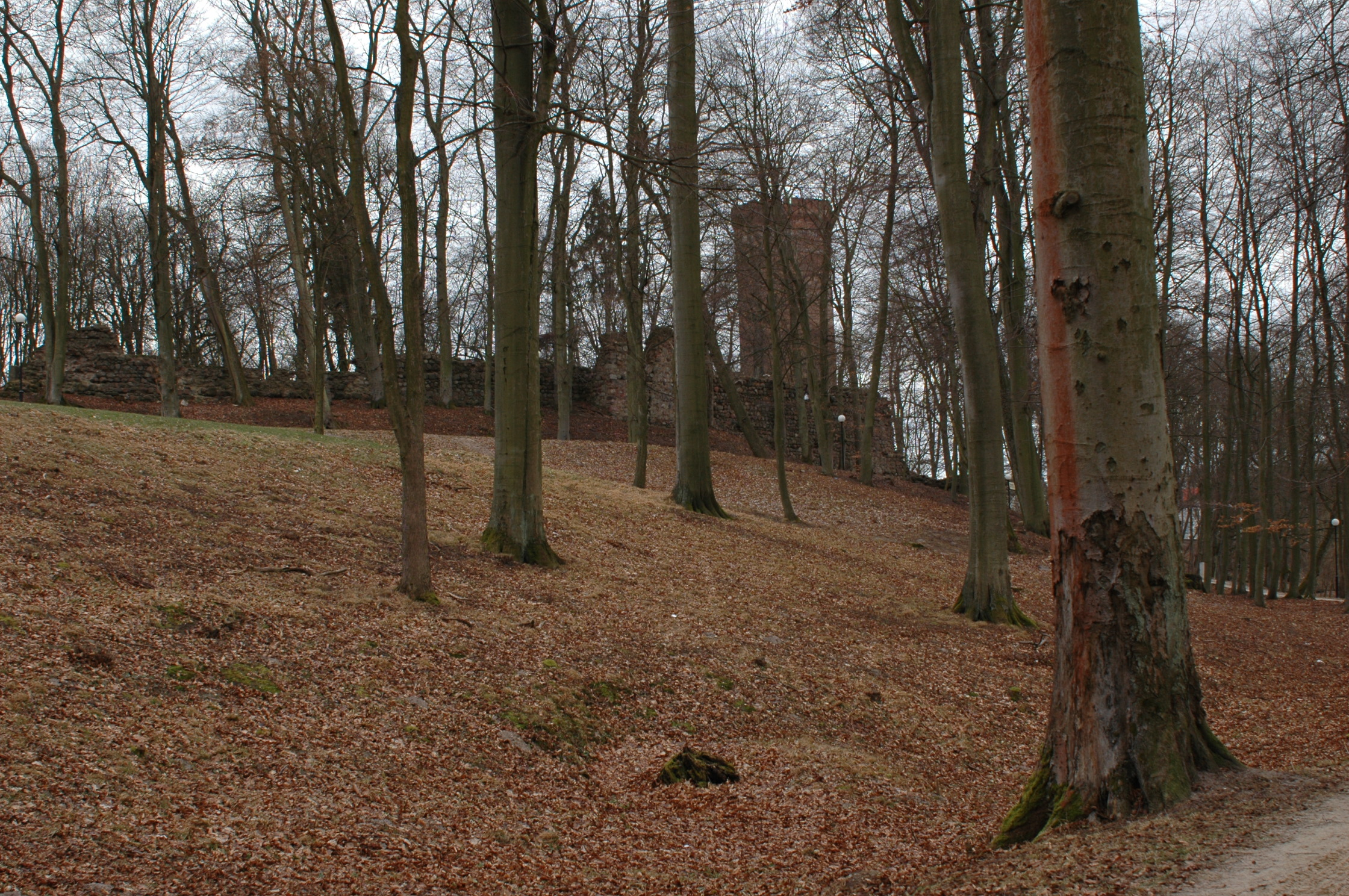
Schlosspark

Um 1905 gab es in Schlochau eine evangelische und eine katholische Kirche, eine Synagoge, eine Schlossruine, ein Denkmal Kaiser Wilhelms I., eine Präparandenanstalt, eine landwirtschaftliche Winterschule, eine Taubstummenanstalt und ein Amtsgericht.
Bei dem durch den Versailler Vertrag bestimmten Verlust der größeren Teile der preußischen Provinzen Posen und Westpreußen blieb Schlochau zwar bei Deutschland, geriet aber in das Grenzgebiet zu Polen. Die polnische Grenze lag nun etwa 10 Kilometer östlich der Stadt. Das fügte einerseits Wirtschaft und Handel, abgeschnitten von einem großen Teil seines Hinterlandes, schweren Schaden zu, andererseits bewirkte es einen erheblich Zuzug neuer Einwohner, die aus den verlorengegangenen Gebieten kamen. In den 1920er Jahren entstanden durch die Zugewanderten entlang der Ausfallstraßen neue Stadtrandsiedlungen. Die Stadt ließ ein Sportzentrum und das Kreismuseum errichten. Administrativ gehörte der Kreis Schlochau ab 1922 zur neu gebildeten Provinz Grenzmark Posen-Westpreußen und wurde nach deren Auflösung 1938 der Provinz Pommern zugeordnet.
Um das Jahr 1930 hatte die Gemarkung der Stadt Schlochau eine Flächengröße von 73,9 km², und in dem Stadtgebiet standen zusammen 603 Wohnhäuser an 25 verschiedenen Wohnorten:
1. Bahnhof Schlochau
2. Buschwinkel
3. Damrau
4. Eichberge
5. Elbing
6. Forsthaus Borne
7. Forsthaus Braunhirsch
8. Forsthaus Lindenberg
9. Forsthaus Mauersin
10. Forsthaus Plittensee
11. Forsthaus Pollnitz
12. Forstsekretärgehöft Lindenberg
13. Grünhof
14. Kaldau
15. Lindenhof
16. Müggenburg
17. Neuland
18. Niederung
19. Oberförstereigehöft Lindenberg
20. Samendarre Lindenberg
21. Sandung
22. Schlochau
23. Waldarbeitergehöft Mauersin
24. Waldarbeitergehöft Pollnitz
25. Wäldchen

Im Jahr 1925 wurden in Schlochau 5237 Einwohner gezählt, die auf 1196 Haushaltungen verteilt waren.
Im Jahr 1945 gehörte Schlochau zum Landkreis Schlochau im Regierungsbezirk Grenzmark Posen-Westpreußen der preußischen Provinz Pommern des Deutschen Reichs.
Im Herbst 1944 begannen die städtischen Behörden angesichts der immer näherrückenden Front mit der Evakuierung der Stadt. Ende Januar 1945 hatte die Rote Armee die Kreisgrenze erreicht, traf jedoch auf so großen Widerstand, dass sie erst am 17. Februar 1945 Schlochau erobern konnte. Dabei wurden 60 % der Stadt zerstört. Nach Kriegsende wurde Schlochau im Sommer 1945 zusammen mit ganz Hinterpommern und der südlichen Hälfte Ostpreußens, militärische Sperrgebiete ausgenommen, seitens der sowjetischen Besatzungsmacht der Volksrepublik Polen zur Verwaltung unterstellt. Anschließend begann die Zuwanderung polnischer Bevölkerung. Für Schlochau wurde die polnische Ortsbezeichnung Człuchów eingeführt. Die einheimische deutsche Bevölkerung wurde in der Folgezeit von der polnischen Administration aus Schlochau vertrieben.

### Demographie
| Jahr | Einwohner | Anmerkungen |
| ---- | --------- | --- |
| 1810 | 1126      | [ 11 ] |
| 1831 | 1675      | teils katholische Polen, teils protestantische Deutsche, teils Juden                                                |
| 1864 | 2816      | davon 1313 Evangelische und 1013 Katholiken                                                                         |
| 1870 | 2900      | [ 11 ] |
| 1871 | 2910      | davon 1350 Evangelische und 1350 Katholiken                                                                         |
| 1875 | 3083      | [ 15 ] |
| 1880 | 3252      | [ 15 ] |
| 1890 | 3249      | davon 1584 Evangelische, 1227 Katholiken und 436 Juden                                                              |
| 1905 | 3531      | davon 1499 Katholiken und 243 Juden                                                                                 |
| 1910 | 3616      | am 1. Dezember, darunter 1814 Evangelische, 1537 Katholiken und 222 Juden; 41 Personen mit polnischer Muttersprache |
| 1924 | 5279      | nach der Eingemeindung von Kaldau und einschließlich der Flüchtlinge aus dem Osten, davon 183 Juden                 |
| 1925 | 5237      | davon 2822 Protestanten, 2195 Katholiken und 167 Juden                                                              |
| 1933 | 5736      | [ 15 ] |
| 1937 | ca. 6200  | davon 3430 Protestanten, 2671 Katholiken und 97 Juden                                                               |
| 1939 | 6029      | [ 15 ] |

## Verkehr
Die Stadt liegt am Schnittpunkt der Landesstraße 25 von Koszalin (Köslin) nach Bydgoszcz (Bromberg) und der Landesstraße 22 von Gorzów Wielkopolski (Landsberg an der Warthe) nach Elbląg (Elbing).

## Partnerstädte
Am 18. März 1999 wurde mit der Stadt Uslar (Deutschland, Niedersachsen) ein Partnerschaftsvertrag geschlossen.
Außerdem bestehen Partnerschaften mit:
- Conches-en-Ouche (Frankreich)
- Gdynia (Gdingen) (Polen)
- Kaniów (Ukraine)

## Verkehr
Człuchów liegt am Schnittpunkt der Landesstraße 25 von Koszalin (Köslin) nach Bydgoszcz (Bromberg) und der Landesstraße 22 von Gorzów Wielkopolski (Landsberg an der Warthe) nach Elbląg (Elbing).

## Söhne und Töchter sowie Persönlichkeiten der Stadt
- Friedrich Wilhelm Kasiski (1805–1881), preußischer Offizier und Kryptograph
- Lisbeth Glaeser-Wilken (1887–1977), Schauspielerin und Lehrerin, hatte in der Stadt ihre erste Anstellung
- Martin Grase (1891–1963), deutscher Offizier, zuletzt General der Infanterie im Zweiten Weltkrieg
- Henry Ehrenberg (1912–1993), deutschamerikanischer Chasan (Kantor)
- Armin Wandel (1913–1994), U-Bootfahrer, Flottenarzt
- Karl Nitz (1932–2020), deutscher Judoka und Europameister
- Wichard von Alvensleben (1937–2016), Jurist, Schach- und Gospieler
- Horst Richter (* 1938), deutscher Wirtschaftsmanager und Politiker (SED)
- Jürgen Gramke (* 1939), deutscher Verwaltungsjurist und Politiker (SPD)
- Reimar von Alvensleben (1940–2023), deutscher Agrarwissenschaftler
- Rainer Guski (* 1941), Umweltpsychologe, Hochschullehrer und Sachbuchautor
- Eugeniusz Popowicz (* 1961), ukrainisch-griechisch-katholischer Bischof
- Marta Żmuda Trzebiatowska (* 1984), Schauspielerin

## Landgemeinde Człuchów
Die Landgemeinde Człuchów, zu der die Stadt selbst nicht gehört, umfasst eine Fläche von 361,65 km², was 22,97 % der Fläche des gesamten Powiat Człuchowski ausmacht. Ihre Einwohnerzahl liegt bei 11.215 (Stand 31. Dezember 2020).